# Класс: Жизнь после
«Класс: Жизнь после» (эст. Klass: Elu pärast) — эстонский киносериал, являющийся продолжением фильма 2007 года «Класс». Сериал состоит из семи серий, каждая из которых по продолжительности снята, как полнометражный фильм. Впервые о съёмках сериала режиссёр Ильмар Рааг объявил в октябре 2008 года. Изначально планировалось снять 12 серий, но позже было решено сократить их количество до 7. 29 октября 2010 состоялась кинопремьера сериала, а 6 ноября состоялась его премьера на Эстонском телевидении. Сериал шёл раз в неделю и закончился 25 декабря. Фактически, это единственный эстонский сериал, который в данный момент широко известен за пределами Эстонии. На международном кинофестивале «Cinema Tous Ecrans» сериал получил главный приз в номинации лучшего телевизионного сериала.

## Сюжет
Школьник Йозеп Раак был жертвой жестокости одноклассников. Когда на его защиту неожиданно встал один из его же бывших обидчиков Каспар Кордес, это только усугубило положение, так как страдать стал теперь и Каспар. В итоге Каспара и Йозепа обманом заманили на пустынный пляж, где под угрозой ножа принудили Каспара сделать минет Йозепу и засняли всё происходящее на камеру. От ужаса и стыда на следующий день Каспар с Йозепом приходят в школу с огнестрельным оружием. В школьной столовой они расстреливают своих обидчиков. После стрельбы оба подростка намерены одновременно застрелиться. На счёт «два» Йозеп кончает с собой, а Каспар остаётся стоять с пистолетом, приставленным к голове.
Сюжет сериала показывает последствия этого инцидента. Каждая серия показывает дальнейшую судьбу каких-то отдельных персонажей, которые в разной степени имели отношение к происходящему.
В первой серии сюжет строится вокруг Керли, одноклассницы Йозепа и Каспара. В фильме именно её Йозеп и Каспар выпустили из столовой, потому что она не принимала участия в издевательствах над ними. После стрельбы Керли сбегает и даже попадает под подозрение полиции в соучастии преступлению. До стрельбы она любила выделяться своим внешним видом и принадлежностью к субкультуре, но произошедшее сильно меняет девушку: она избавляется от яркой окраски и позиции нейтралитета ко всему происходящему. Она решает добиться правды о том, что послужило истинной причиной трагедии и становится в оппозицию оставшейся части класса. Она пытается заставить оставшихся в живых участников травли в лице Кати Касс рассказать о случившемся на пляже, но никто не хочет говорить правду. Тогда Керли крадёт флешку из камеры Тиита Ваера (одного из обидчиков, который остался в живых и лежит в больнице после ранения), на которой, по её мнению, должны были быть фотографии с пляжа. Однако, Тиит заранее спрятал эти фото, о чём Керли узнаёт только в последний момент, а заодно узнаёт, что следователь, которому она отнесла флешку, по иронии судьбы оказывается родственником Тиита. Тогда Керли, напоминая Тииту о том, что Каспар был его другом, заставляет его сознаться в настоящих причинах трагедии в присутствии его матери и следователя. Именно Керли влияет на дальнейшее развитие событий и отношение общественности к случившемуся.
Во второй серии показаны страдания отца Йозепа, Маргуса, который тяжело справляется со смертью своего сына. Он никак не может признать за собой даже часть вины в том, что совершенно не понимал, как сильно нуждался Йозеп в поддержке. Маргус требует от окружающих подсказать ему, что делать и как реагировать на произошедшее. Его жена Лиина уходит из дома к своей сестре и винит Маргуса, потому что именно его оружием Йозеп и Каспар расстреляли одноклассников. По её мнению, именно Маргус разговорами о мужественности и необходимости давать сдачи обидчикам, спровоцировал случившееся. На работе ему дают отгул, сославшись на тяжёлое психологическое состояние. Он ищет поддержки, но начинает напиваться. Отцы убитых детей пытаются наказать Маргуса, но оставляют его в покое, когда убеждаются в том, что он страдает не меньше их. Вероятно, что случившееся слишком непонятно и разрушительно для психики такого простого человека как Маргус. Он даже не может прийти на похороны сына. Фильм заканчивается тем, что его жена возвращается домой с готовностью поддержать его.
Третья серия показывает «жизнь после» классной руководительницы Лайне. Строгая учительница, педагог с двадцатилетним стажем, она искренне недоумевает, почему все произошло именно в её классе. В оригинальном фильме своим бездействием и отстранённостью она во многом способствовала происходящему. Она не пыталась строить доверительных отношений со школьниками. Понять это ей помогает кризисный менеджер, которого присылают в школу для помощи пострадавшим, и который по совместительству оказывается бывшим учеником Лайне. Страданий Лайне добавляют известия о том, что послужило причиной трагедии. То, что под её носом целый класс совершал страшное преступление, заставляет её пойти на попытку самоубийства. Её спасает супруг, известный писатель, который помогает ей выбраться из кризиса. Лайне остаётся работать в школе и меняет свой взгляд на отношения с учениками. Она пытается стать для них верным другом и наставником.
Четвёртая серия рассказывает о том, как Тея, бывшая девушка Каспара, предавшая его, пытается пережить трагедию и раскаивается в случившемся. Она осталась в живых только потому, что в последний момент Каспар увёл её из-под решающего выстрела. Ситуация осложняется тем, что её одноклассники не понимают её стремления выпросить прощение у Каспара. После лечения в больнице Тея сначала на следствии признаёт свою вину в том, что скрыла от полиции преступление обидчиков Йозепа и Каспара на пляже, и получает условный срок исправительных работ, а затем всячески старается передать письмо Каспару в тюрьму, она даже добивается встречи с ним, но Каспар отказывается с ней разговаривать. Одновременно с этим Тея пишет сценарий школьной пьесы, в которой играют её одноклассники. Она изображает семью, в которой совершаются разные преступления, но обвиняют в них единственного невиновного. Справиться с чувством вины ей помогает отец. Постепенно жизнь девушки налаживается, и она снова может общаться с одноклассниками.
В пятой серии родители убитых Пауля и Олава, оправившись от смерти детей, с ужасом переживают новое известие: их сыновья были одними из зачинщиков этого разгоревшегося конфликта. Неожиданно отец Пауля Вяйне и мать Олава Юлия испытывают романтические чувства друг к другу. Вместе они пытаются пережить общую утрату. Отец Пауля все больше отстраняется от своей супруги Иреен, которая не видит смысла в их совместной жизни после смерти сына, на которого они возлагали большие надежды. Ведь Пауль был лучшим учеником в школе, но моральная сторона его жизни всегда была скрыта от родителей. После нескольких срывов на работе Вяйне приходит в себя, обрадованный тем, что его собака, у которой обнаружен рак, была удачно оперирована Юлией.
В шестой серии Тоомас, выжившая жертва и один из зачинщиков травли, пытается приспособиться к жизни в инвалидной коляске. Как и Тея он тоже получает условный срок, но уже из-за своей инвалидности. Он переходит в новую школу, скрывая истинную причину своей инвалидности. В новом классе как раз идёт борьба со школьным насилием, и Тоомас не хочет, чтобы окружающие знали о том, за что он пострадал. Но правда становится известна, и Тоомас пытается реабилитировать свою репутацию, произнеся речь на вечере, посвящённому борьбе с насилием. В этой серии показаны моральные страдания юноши: его мучают ночные кошмары, его плохо понимают родители, в новом классе от него отказывается понравившаяся ему девушка (потому что она морально не готова нести за него ответственность из-за его физического положения) и в довершении ко всему мужчина-инвалид — ветеран Афганской войны, — с которым он познакомился на физиотерапии, покончил с собой. Он проникается ненавистью к инвалидной коляске и к своему положению. Справиться с произошедшим ему помогает бывшая одноклассница Кати — тоже одна из зачинщиц конфликта и тоже приговорённая к исправительным работам.
В финальной седьмой серии сюжет строится вокруг молодого адвоката Ингрид Тамберг, которую суд назначил адвокатом Каспара. Изучая его дело, она неожиданно попадает под «перекрёстный огонь»: с одной стороны она проникается романтическими чувствами к Каспару (и он отвечает ей взаимностью), потому что тронута его судьбой, и поэтому хочет ему помочь, но с другой — она, как честный адвокат, не может обманывать суд и тасовать реальные факты с вымышленными. Защита Каспара становится серьёзной проверкой её профессиональных навыков. Положение осложняется ещё тем, что большая часть СМИ и общественности стоит на стороне Каспара и оправдывает его поступок, из-за чего Ингрид вместе с судом попадает в тупик: если они выдадут Каспару оправдательный приговор, то это будет означать, что расстрел участников буллинга — признанный способ борьбы со школьной травлей. В итоге вспыхнувшие у Ингрид чувства к Каспару помогают ей решить ситуацию так, чтобы Каспар не получил жестокого приговора.

## Список серий
Каждая из семи серий строится вокруг какого-то одного персонажа, который в какой-то степени или был причастен к конфликту, или имел некоторое к нему отношение.
| # | Премьера             | Название                                                 | Персонаж                 |
| - | -------------------- | -------------------------------------------------------- | ------------------------ |
| 1 | 6 ноября 2010 года   | Мы, оставшиеся в живых (эст. Meie, ellujäänud)           | Керли (Трийн Тенсо)      |
| 2 | 13 ноября 2010 года  | Я не умру вам назло (эст. Ma ei sure teie kiuste)        | Маргус (Маргус Прангель) |
| 3 | 20 ноября 2010 года  | Пропавшие детские тени (эст. Kadunud laste varjud)       | Лайне (Лайне Мяги)       |
| 4 | 27 ноября 2010 года  | Я и они (эст. Mina ja nemad)                             | Тея (Паула Солвак)       |
| 5 | 11 декабря 2010 года | Утешение (эст. Trööst)                                   | Вяйне (Эрик Руус)        |
| 6 | 18 декабря 2010 года | Условное лишение свободы (эст. Tingimisi vabadusekaotus) | Тоомас (Йонас Паас)      |
| 7 | 25 декабря 2010 года | Правосудие (эст. Kohtumõistmine)                         | Ингрид (Лаура Петерсон)  |

## Актёры
- Лайне Мяги — классная руководительница Лайне
- Кайе Михкельсон — директор Урве
- Таави Тыниссон — кризисный психолог
- Трийн Тенсо — Керли, школьница-неформалка
- Кади Метсла — Кати Касс, школьница, которая участвовала в издевательствах над Йозепом и Каспаром
- Вирго Эрнитс — Тиит Ваер, выжившая жертва
- Паула Солвак — Тея Тооминг, выжившая жертва
- Йонас Паас — Тоомас Синиярве, выжившая жертва
- Энн Туулинг — бабушка Керли
- Маргус Прангель — Маргус Раак, отец Йозепа
- Тиина Ребане — Лиина Раак, мать Йозепа
- Маркус Робам — Ингмар, племянник Маргуса и Лиины, двоюродный брат Йозепа
- Эрик Руус — Вяйне Мяги, отец Пауля
- Лийна Ольмару — Иреен Мяги, мать Пауля
- Ану Ламп — Юлия Нееме, мать Олава
- Лембит Ээльмяэ — отец Юлии, дедушка Олава
- Айвар Симмерманн — Юллар Алликмяэ, отец Андерса
- Карт Томингас — мать Андерса
- Лейла Сяялик — Лиидия, бабушка Каспара
- Кармен Микивер — Кармен, мать Каспара
- Индрек Саммул — отец Теи
- Катрин Валькна — мать Теи
- Андрес Рааг — Антс Синиярве, отец Тоомаса
- Пирет Кальда — мать Тоомаса
- Анна Туулинг — бабушка Керли
- Мярт Меэос — детектив Нээме
- Лаура Петерсон — Ингрид Тамберг, адвокат Каспара
- Валло Кирс — Каспар Кордес